# 이부시랑
이부시랑(吏部侍郎)은 이부의 시랑이다. 이부(吏部)의 버금 벼슬이며, 한국의 경우 고려의 정4품 벼슬로 존재했다.

## 참고 자료
- 《吏部》：吏部尚書